# Cautleya spicata
Cautleya spicata är en enhjärtbladig växtart som först beskrevs av James Edward Smith, och fick sitt nu gällande namn av John Gilbert Baker. Cautleya spicata ingår i släktet Cautleya och familjen Zingiberaceae. Inga underarter finns listade i Catalogue of Life.